# Sitophora
Sitophora é um gênero de traça pertencente à família Arctiidae.